# سیمفای
سیمفای (به آلمانی: Simfy)، وب‌گاهی آلمانی برای شنیدن برخط موسیقی می‌باشد. این وب‌گاه در اوایل مه سال ۲۰۱۰ تأسیس شد. ترانه‌های این وب‌گاه به دو بخش رایگان و برتر تقسیم شده‌است که برای شنیدن ترانه‌های برتر نیاز به پرداخت حق عضویت ماهیانه است. این وب‌گاه بدون عضویت هم تعدادی ترانه را به صورت رایگان پخش می‌کند ولی با عضویت می‌توانید از نرم‌افزار کاربری آن رو رایانهٔ شخصی استفاده کنید. شنیدن ترانه‌ها هم‌اکنون فقط در کشورهای آلمان، سوییس و اتریش ممکن است. امکان اسکروبل با وب‌گاه لست.اف‌ام هم در وب‌گاه و هم در نرم‌افزار کاربری موجود است.

## عضویت
کاربران به دو گروه کاربر رایگان و برتر تبدیل می‌شوند که که کاربر برتر باید ماهیانه ۱۰ یورو حق عضویت بپردازد. کاربران برتر می‌توانند از تمامی کتابخانهٔ موسیقی استفاده کنند. همچنین می‌توانند ترانه‌ها را به صورت آفلاین روی رایانهٔ شخصی و تلفن همراه بشوند و نرم‌افزارهای مخصوص تلفن همراه را دریافت کنند.

## نرم‌افزار کاربری
نرم‌افزار کاربری برای رایانه‌های شخصی و گوشی‌های نسل جدید تلفن همراه مانند آیفون یا اندروید موجود است. نرم‌افزار رایانه‌های شخصی بدون پرداخت حق عضویت و به صورت رایگان در دسترس است و با استفاده از سکوی ادوبی ایر نوشته شده‌است. این نرم‌افزار از گنو/لینوکس، مک‌اواس و ویندوز به صورت کامل پشتیبانی می‌کند.

## کتابخانه موسیقی
طبق اطلاعات موجود در وب‌گاه این کتابخانه شامل ۸–۹ میلیون ترانه قابل شنیدن است که از این تعداد ترانه‌های سونی بی‌ام‌جی، یونیورسال و ای‌ام‌ای رایگان برای شنیدن هستند و برای شنیدن ترانه‌های گروه همکار وارنر موزیک باید عضو برتر باشید.

## اتریش و سوییس
در اوت ۲۰۱۰ ویگاه مخصوص سوییس و در مارس ۲۰۱۱ وب‌گاه اتریش این شرکت راه‌اندازی شد که امکان شنیدن ترانه‌ها را در این دو کشور می‌داد.

## همکاری با او۲
این شرکت در اوایل سال ۲۰۱۱ برای افزایش استفاده از نرم‌افزارهای تلفن همراه خود با شرکت مخابراتی او۲ قراردادی را امضا کرد که طی آن خریدران سیم‌کارت‌های او۲ با اینترنت نامحدود یک ماه کاربری برتر سیمفای را نیز به صورت رایگان دریافت می‌کردند.